# Герб Бурунди
Герб Бурунди — один из официальных символов государства Бурунди, принят в 1966 году.
Герб состоит из щита с тремя копьями. На щите изображён лев. Позади щита располагаются три пересекающихся традиционных африканских копья. Под щитом девиз Бурунди написан на ленте: Единство, работа, прогресс (фр. Unité, Travail, Progrès).
Львиная морда на щите — символ власти. Львом (Нтаре) звали первого, полулегендарного, короля Бурунди (ок. XVII в.). Это же имя носили и несколько последующих королей. Три копья символизируют три основные этнические группы страны — хуту, тутси и пигмеев тва, говорящие на общем языке кирунди.

## Описание
В конституции Бурунди герб описан следующим образом:
Девиз Бурунди: «Unité, Travail, Progrès». Герб республики представляет собой щит с головой льва и тремя копьями, окруженный национальным девизом.

## История герба
|  | Герб мандатной территории Руанда-Урунди 1922—1962 |
|  | Герб Королевства Бурунди 1962—1966                |